# Ello (social network)
Ello è stato un social network creato da Paul Budnitz e Todd Berger nel marzo 2014. Il social network non contiene pubblicità ed è un'alternativa ai social network esistenti. È stato spento a Luglio 2023.

## Caratteristiche
Ecco alcune differenze di Ello rispetto agli altri social network
- non vende i dati degli utenti alle inserzioni di terze parti
- non contiene pubblicità
- non bisogna utilizzare obbligatoriamente un nome reale

## Funzioni
Ello dispone di numerose funzionalità già integrate, tra cui un completamento automatico di emoji, impostazioni NSFW e l'implementazione degli hashtag, ed è in corso un progetto per la messaggistica privata